# Palazzo Savorelli Prati
Palazzo Savorelli Prati è un edificio storico situato nel centro di Forlì.

## Storia
La costruzione risale al 1700, ad opera di un architetto sconosciuto. Nel 1767 venne rilevato dalla famiglia Prati che lo acquistò dai Paulucci. Attualmente è sede dell'Istituto Prati, ufficialmente "Ente Pio Fondazione Prati", costituito nel 1944 per volontà testamentaria della contessa Paola Savorelli Muti Papazzurri, la cui madre faceva parte della famiglia proprietaria del palazzo, proveniente da Prato e stabilitisi a Forlì nel seicento.
La contessa così scrisse sul suo testamento : ...con tutto il mio patrimonio voglio sia fondata un'istituzione da costituirsi in ente autonomo che abbia per iscopo l'assistenza a malati poveri a domicilio per mezzo di infermiere gratuite e di sussidi...'.
Fin dai primi anni l'Istituto svolse la propria opera caratitevole per mezzo delle sorelle dei poveri di Santa Caterina da Siena, una congregazione di religiose scelto dal vescovo di Forlì.

## L'architettura
L'edificio ha un aspetto molto severo, la facciata è semplice, e segue l'andamento della strada. È costituito da una serie di mattoni a vista e dalla base a scarpa, che si spinge in alto in un cordolo di arenaria.

Nella parete dell'atrio, oltre a un busto di gesso inserito in una nicchia del muro che ritrae la contessa Paola Savorelli Muti-Papazzurri Prati, su una stele murata si trova un'epigrafe scritta in memoria della contessa. Dall'androne si raggiunge la corte interna dotata di un porticato sorretto da alcuni pilastri in cotto, sopra il quale poggia una loggetta retta da 2 colonne, costruite con mattoni di forma circolare.

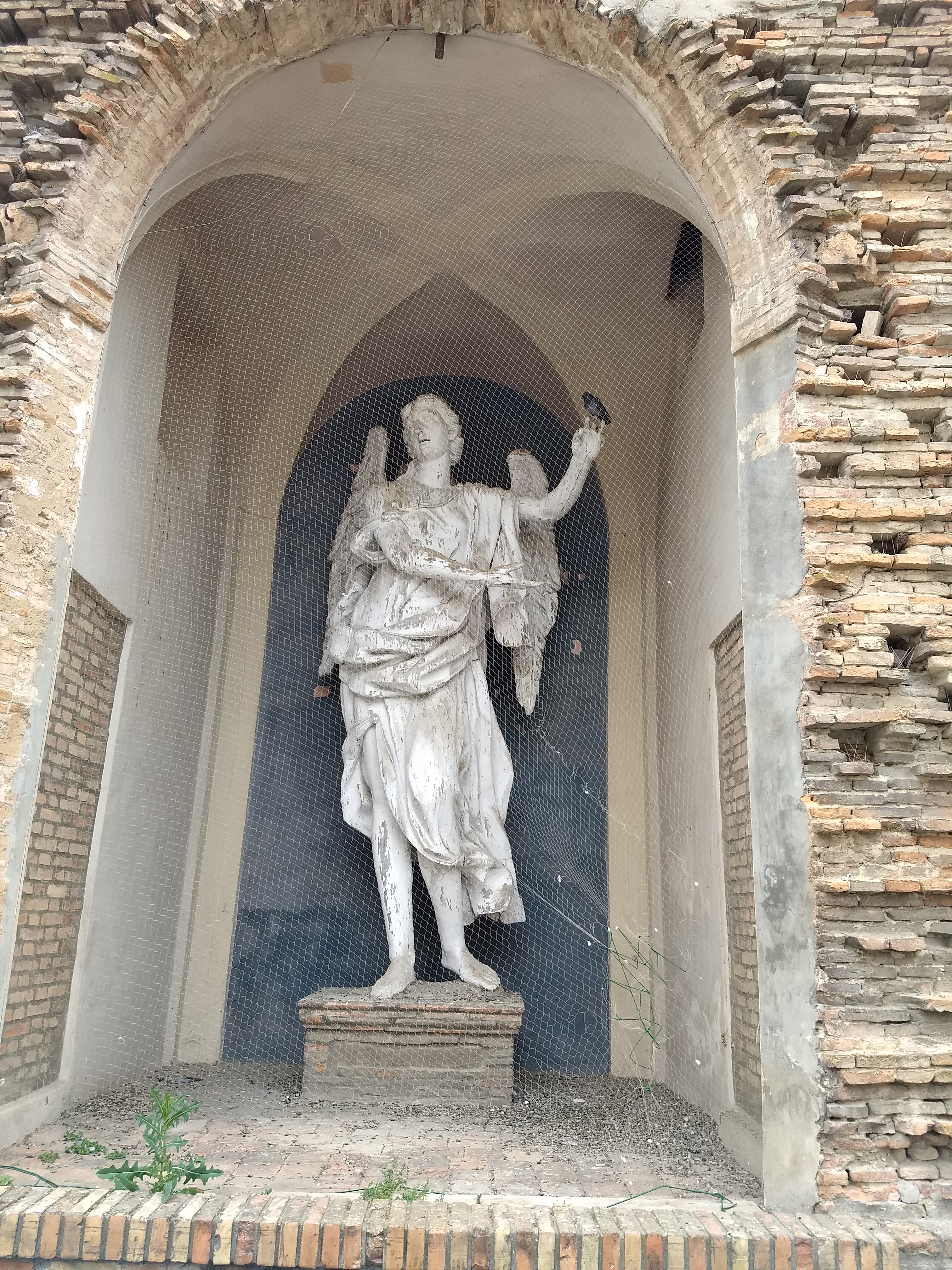
Statua lignea di San Michele Arcangelo

Sul muro di fronte si apre un altro portone, rimasto incompleto nelle decorazioni, attraverso il quale si entra in un altro vestibolo che serve da accesso posteriore al palazzo.
Da qui si accede in un'area, a quel tempo un giardino, ora un parcheggio accessibile da via dall'Aste, dove si trova una nicchia, probabile residuo di un orto dotato di volta a crociera, nel quale è situata una grande statua risalente al XVIII secolo, in legno dipinto di bianco, raffigurante San Michele Arcangelo.
All'interno del palazzo si sono salvate alcuni ornamenti ottocenteschi, in genere a carattere mitologico. Il palazzo ha subito notevoli danneggiamenti nel corso dei bombardamenti della Seconda guerra mondiale. Il 10 dicembre del 1944, infatti, il bombardamento tedesco che sventrò la chiesa di San Biagio, colpì duramente anche Palazzo Prati, causando gravi danni irrimediabili alla collezione di dipinti, cristalli, ceramiche e mobili in stile Luigi XV.

## Le opere d'arte e la collezione
Complessivamente vennero distrutte 192 opere d'arte. Obiettivo del bombardamento nazista era prospiciente l'edificio, il Palazzo Merenda, un edificio che ospitava i quartieri generali degli alleati, i quali un mese e un giorno prima avevano liberato Forlì. Palazzo Merenda, insieme alle tantissime opere d'arte in esso custodito, venne in gran parte distrutto e ricostruito utilizzando però il cemento armato.
Attualmente la collezione del Palazzo Prati include solo 74 opere sopravvissute, prevalentemente di ambito regionale, veneto e romano, databili dalla metà del XV secolo fino alla fine del XIX. Oltre ai dipinti, il palazzo custodisce un insieme di mobili (tavoli, sedie, poltrone, divani, cassettoni), di maioliche (piatti, vassoi, coppe, coperchi) e lampadari di artigianato italiano. Importantissimo è l'archivio storico dell'Istituto che consiste di 1250 unità archivistiche tra registri, buste e fascicoli, datate dal 1320 al 1944 e situate su scaffali nel locale che ospita anche la biblioteca, una piccola collezione di monete (dall'età romana fino alla fine del XVIII secolo) e la raccolta di stampe, anche quest'ultima molto danneggiata dal bombardamento del 1944. Si tratta di 23 fondi archivistici in tutto, di cui 10 di famiglie e 13 di enti civili, militari e religiosi.